# Mjóavatn
Mjóavatn är en sjö på Island. Dess yta är 2.9 km2.